# Mestizo (película)
Mestizo («Django non perdona», en la versión italiana) es una coproducción italo-española de wéstern estrenada en 1966, dirigida por Julio Buchs y protagonizada por Hugo Blanco en el papel principal.
Por su trabajo en la música de la película, Antonio Pérez Olea consiguió el galardón del Círculo de Escritores Cinematográficos.

## Sinopsis
Un cazador mestizo (madre india y padre inglés) se alista en la Policía Montada de Canadá con el objetivo de vengarse de un oficial que deshonró a su hermana y provocó que se ahorcara. Su situación se complicará con el estallido de una revuelta india, por lo que se le planteará el dilema de tener que escoger entre uno de los dos bandos.

## Reparto
| - Hugo Blanco como Peter Lembrock. - Gustavo Rojo como Caporal Lex. - Susana Campos como Helen Patterson. - Luis Prendes como Capitán Dickinson. - Carlos Casaravilla como Bunny. - Armando Calvo como Lecomte. - Alfonso Rojas como Sargento O'Neil. - Ricardo Canales como Renoir. | - Ángel Ortiz como Brandon. - Luis Marín como Tallow. - Milo Quesada como Teniente. - Luis Induni como Bordeaux. - Fernando Sánchez Polack como Louis Riel. - Frank Braña como Secuaz de Lecomte. - Nuria Torray como Paulette Renoir. |